# Ядлівчак оливковий
Ядлівча́к оливковий (Colluricincla affinis) — вид горобцеподібних птахів родини свистунових (Pachycephalidae). Ендемік Індонезії. Раніше вважався конспецифічним з лісовим ядлівчаком.

## Поширення і екологія
Оливкові ядлівчаки є ендеміками острова Вайгео в архіпелазі Раджа-Ампат. Вони живуть у вологих рівнинних тропічних лісах і на узліссях. Зустрічаються поодинці або парами, іноді невеликими зграйками. Живляться комахами та іншими безхребетними, яких шукають серед листя. 